# Sainte Famille (Zürich-Hottingen)

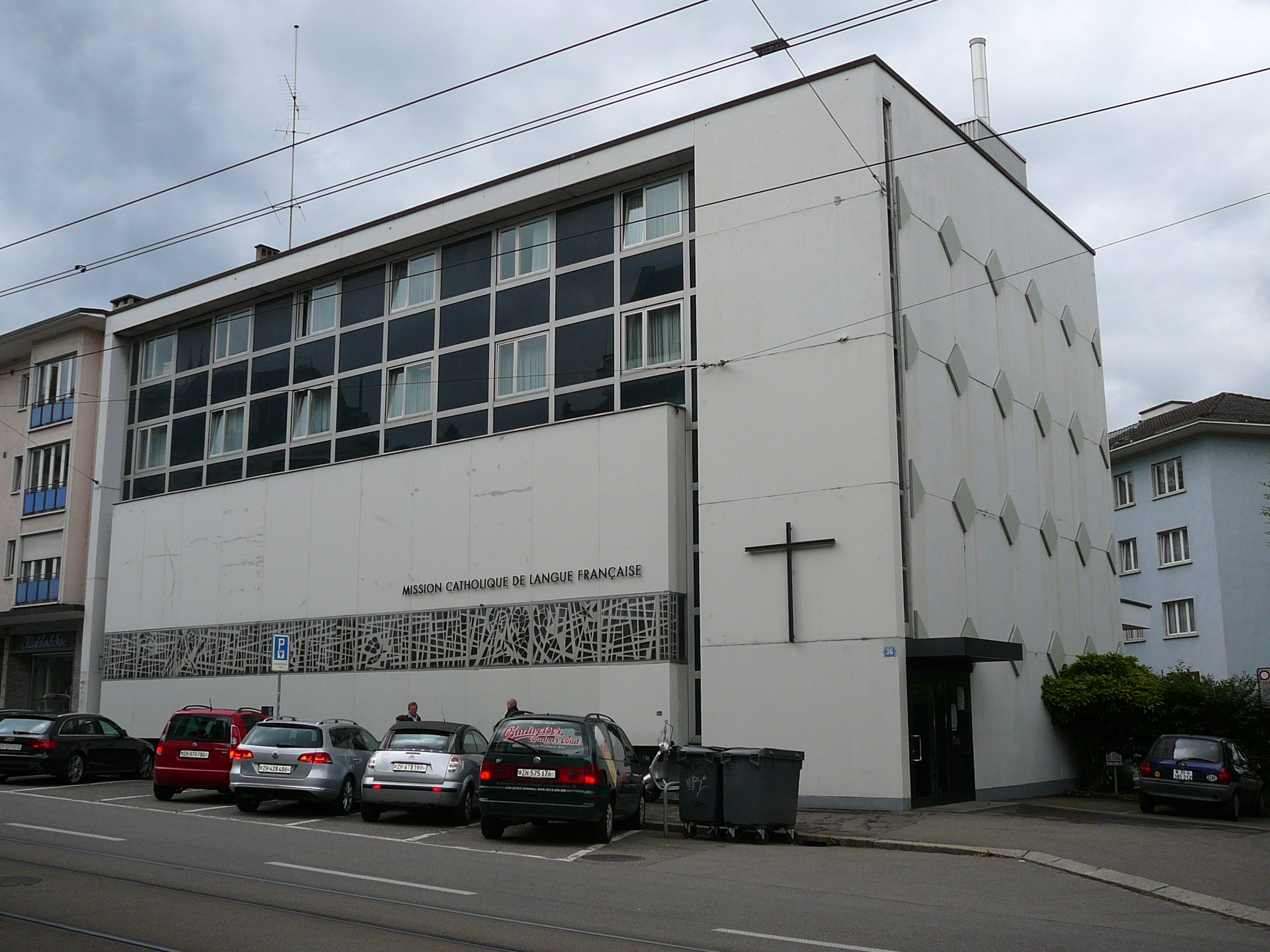
Église de la Sainte Famille, Aussenansicht
(Blick auf Nord- und Westseite)

Die römisch-katholische Kirche Église de la Sainte Famille im Zürcher Stadtteil Hottingen ist das Gotteshaus der Mission catholique de la langue française de Zurich (MCLF).

## Geschichte
In Zürich wurde die erste französischsprachige Messe am 7. Mai 1899 in der Liebfrauenkirche gefeiert. Weitere Gottesdienste wurden sporadisch von einem Pater aus dem Kloster Einsiedeln in der Liebfrauenkirche durchgeführt. Im Jahr 1924 beauftragte der Bischof von Chur, Georg Schmid von Grüneck, einen Vikar in der Pfarrei St. Anton Hottingen mit der kontinuierlichen Seelsorge der französisch sprachigen Katholiken. Es waren in dieser Zeit mehrheitlich Welschschweizer, die zur Arbeit nach Zürich gezogen waren. Seit 1933 fanden die Gottesdienste für die Französisch sprechenden Katholiken regelmässig in der nahe gelegenen Kirche St. Anton statt.
Seit 1955 wurde unter dem Jurassier Abbé Henri Joliat (1907–1981) die Mission catholique de la langue française weiter geführt und 1965 in ihrer heutigen Gestalt erbaut. Henri Joliat gilt auch als Initiant des französischen Gymnasiums von Zürich, das heute vom französischen Staat getragen in Stettbach (Dübendorf) als Lycée Francais weitergeführt wird.
In den Jahren 1964 bis 1966 wurde die Église de la Sainte Famille an der Hottingerstrasse nach Plänen der Architekten Ferdinand Pfammatter und Walter Rieger erbaut. Am 9. Januar 1966 wurde das Gotteshaus eingeweiht.
Nach der Demission von Henri Joliat 1967 wurde die Gemeinde zunächst ab 1970 von den Pères du Saint Sacrement weitergeführt. Seit 1990 betreuen die Dominikaner im Auftrag des Churer Bischofs die französischsprachigen Katholiken.
In den Jahren 2000/2001 erfolgte die Totalsanierung der Kirche unter der Leitung der Architektin Karina Castella. Hierbei wurde auch der Altarraum der Kirche neu gestaltet. Die liturgischen Gegenstände wurden vom Künstler Roger Gerster geschaffen.
Waren es zu Beginn der MCLF vor allem Welschschweizer, die aus beruflichen Gründen nach Zürich gekommen waren, so ist die MCLF heute eine internationale Gemeinde, deren Mitglieder unter anderem aus Frankreich, Afrika und binationalen Partnerschaften kommen.
Neben der Don-Bosco-Kirche (Quartier Aussersihl) ist die Église de la Sainte Famille der einzige grössere Kirchbau für eine katholische Mission in der Stadt Zürich.

## Baubeschreibung

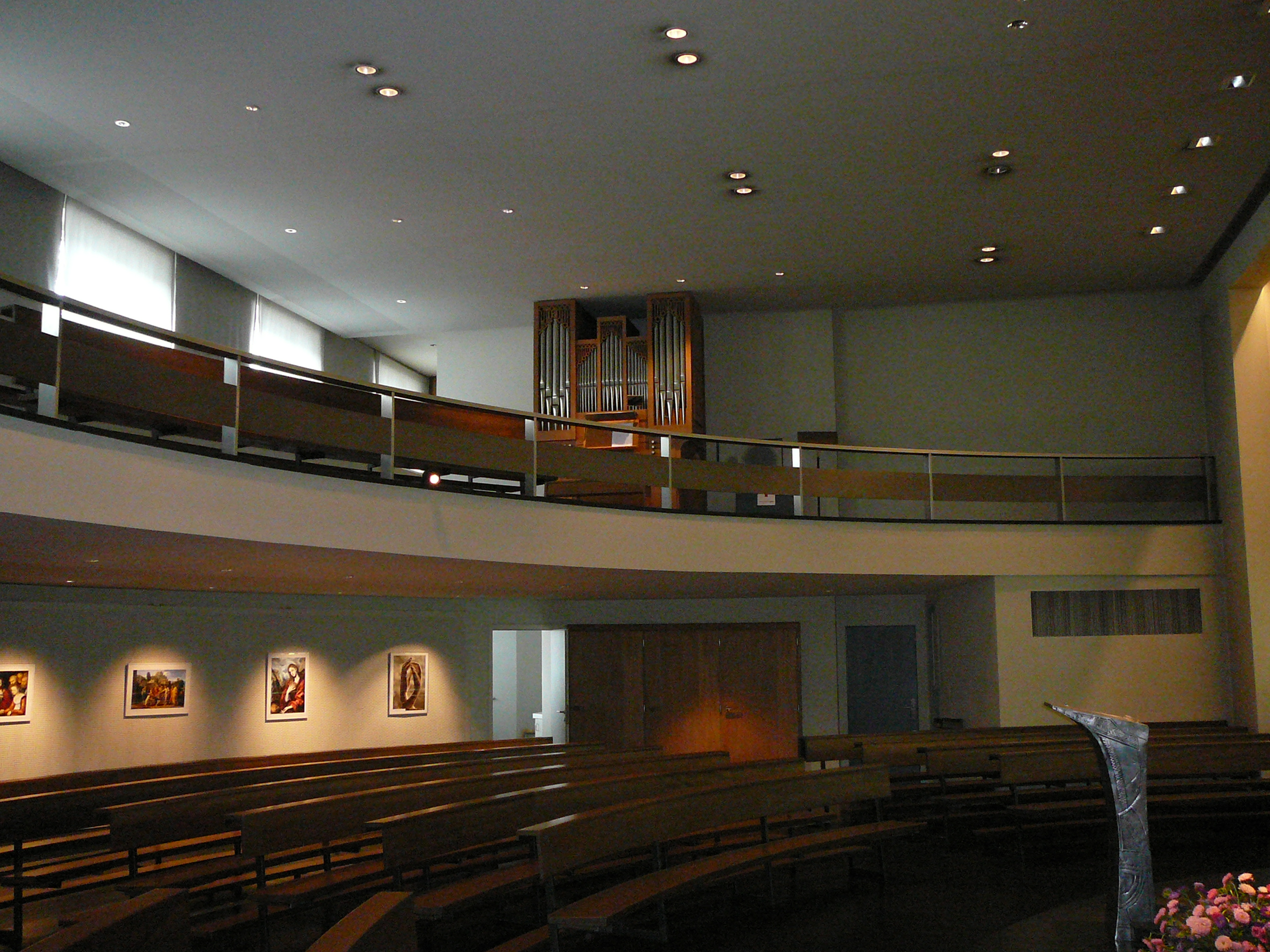
Die Kirche von innen

Das Äussere der Kirche gleicht dem eines Bürogebäudes, da die Baulinien an der Strasse vorgegeben waren und nicht verändert werden durften. Deshalb musste beim Bau der Kirche auch auf einen Kirchturm und auf Glocken verzichtet werden. Von der Hottingerstrasse aus gesehen, deutet das Eisenkreuz an der Hausfassade an, dass es sich um ein kirchliches Gebäude handelt. Ebenfalls von der Strassenseite her wird anhand der weissen Betonwand mit den eingelassenen Glasmosaiken ersichtlich, dass die Kirche die erste und zweite Etage des Gebäudes einnimmt. Unter der Kirche befinden sich die Gemeinderäume sowie eine Krypta. Oberhalb der Kirche finden sich das Pfarrsekretariat und die Wohnräume der Dominikanergemeinschaft. Die oberen Stockwerke werden durch eine schachbrettartig gerasterte Aluminium-Glasfassade geprägt. Der Zugang zur Kirche erfolgt über eine breite Treppe auf der Rückseite des Gebäudes. Diese Gebäudefront weist eine zeittypische Rasterfassade aus Aluminium mit dunklem Fassaden- und hellem Fensterglas auf. Mit der wenig repräsentativen Architektursprache und den geschossweise gestapelten Funktionen setzten Ferdinand Pfammatter und Walter Rieger die in den 1960er Jahren geltenden Vorstellungen von Kirchenbauten um: Verzicht auf alles Monumentale, Konzentration auf die Funktionalität sowie das Zusammenführen von unterschiedlichen Nutzungen.

## Ausstattung
Der Gottesdienstraum wird geprägt durch die Glasmosaiken von Paul Monnier. Im Gegensatz zu den traditionellen Bleiglasfenstern wurden die bunten Gläser nicht durch Bleiruten, sondern durch schwarz gefärbten Beton gefasst. Ihre Wirkung erhalten die Glasbetonfenster durch die Unebenheit der beiden Oberflächen sowie durch die Dicke und Leuchtkraft des Glases. Die Glasfenster befinden sich an der breiten Frontwand des Altarraums und stellen links die Heilige Familie, rechts die Verkündigung und in der Mitte hinter dem Altar Elemente der Mahlgemeinschaft dar (Brot, Fische, Wein). Ein weiteres Glasfenster von Paul Monnier befindet sich beim Eingang zur Kirche. Es zeigt den Heiligen Geist in Gestalt einer Taube.
Neben den Glasfenstern sind auch der Tabernakel, das Kreuz an der Wand, die drei Kerzenständer vor der Rückwand des Altares sowie die Apostelkreuze an der rechten Kirchenwand aus der Zeit des Kirchbaus.
Bei der Renovation der Kirche im Jahr 2000/2001 wurde der Altarbereich neu gestaltet: Die neuen liturgischen Gegenstände wurden vom Künstler Roger Gerster, Corseaux VD geschaffen und bestehen aus Aluminium. Sie zeigen die Namen der zwölf Apostel (Altar) sowie die vier Evangelisten (Ambo). Der Taufstein verweist mit den Symbolen von Wasser und Feuer auf den Heiligen Geist.

### Orgel

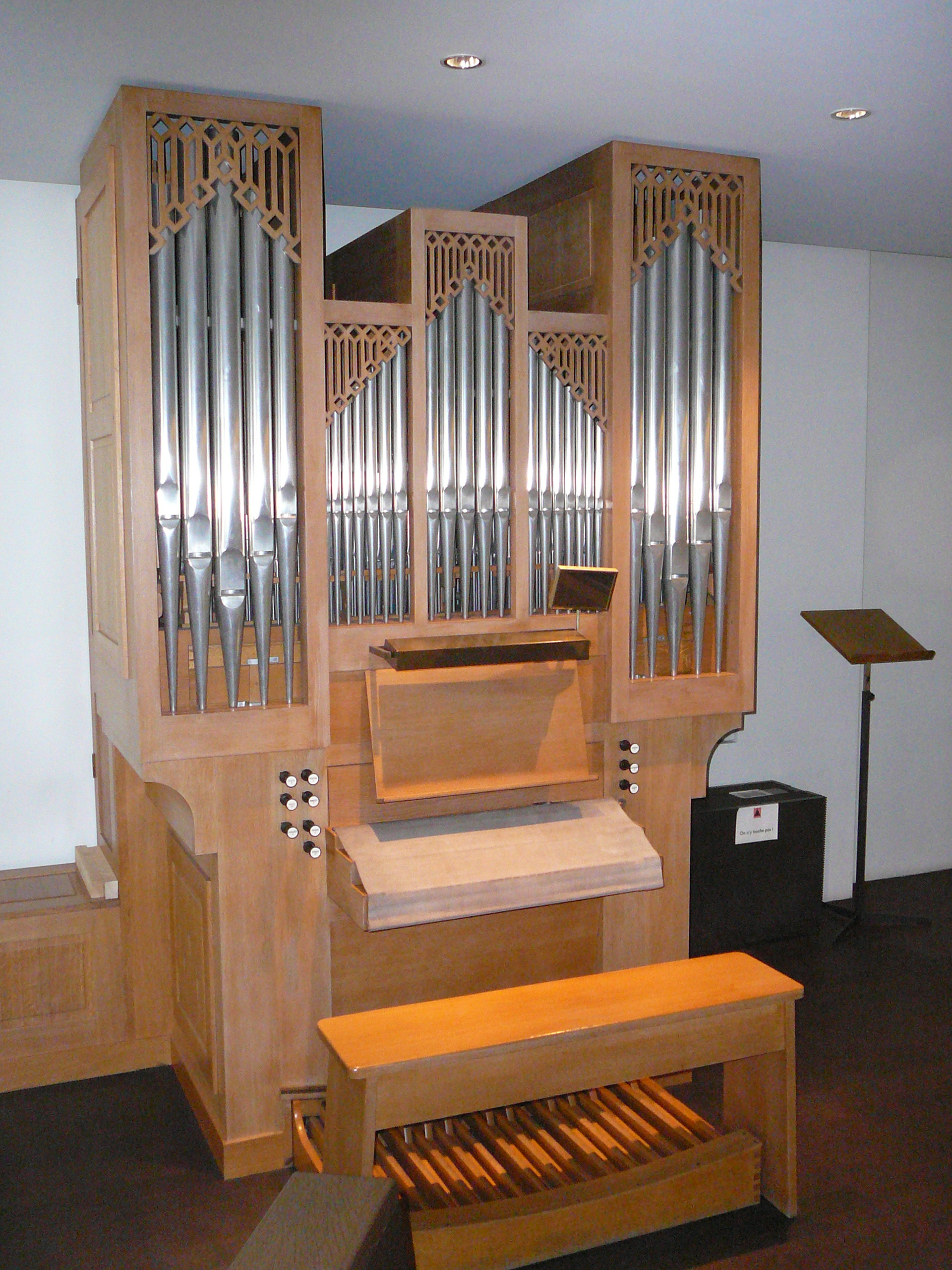
Die Mathis-Orgel

Die Orgel auf der Empore stammt aus dem Jahr 1975 und wurde von der Orgelbaufirma Mathis, Näfels, gebaut. Konzipiert wurde das Schleifladen-Instrument mit mechanischer Spiel- und Registertraktur für die evangelische Kirche Linthal GL. Nach der Innenrenovation dieser Kirche war die Orgel für den Kirchraum überflüssig und falsch dimensioniert, weshalb das Instrument 1982 an die MCLF verkauft und nach Zürich verbracht wurde.
Disposition:
| I Hauptwerk C–f3 |        |
| Rohrflöte        | 8′     |
| Principal        | 4′     |
| Quinte           | 2 2/3′ |
| Mixtur II–III    | 1′     |

| II Positiv C–f3 |    |
| Gedackt         | 8′ |
| Spitzgedackt    | 4′ |
| Principal       | 2′ |

| Pedal C–d1 |     |
| Subbass    | 16′ |
| Pommer     | 8′  |

- Koppeln: II/I, I/P, II/P jeweils als Tritt

## Krypta

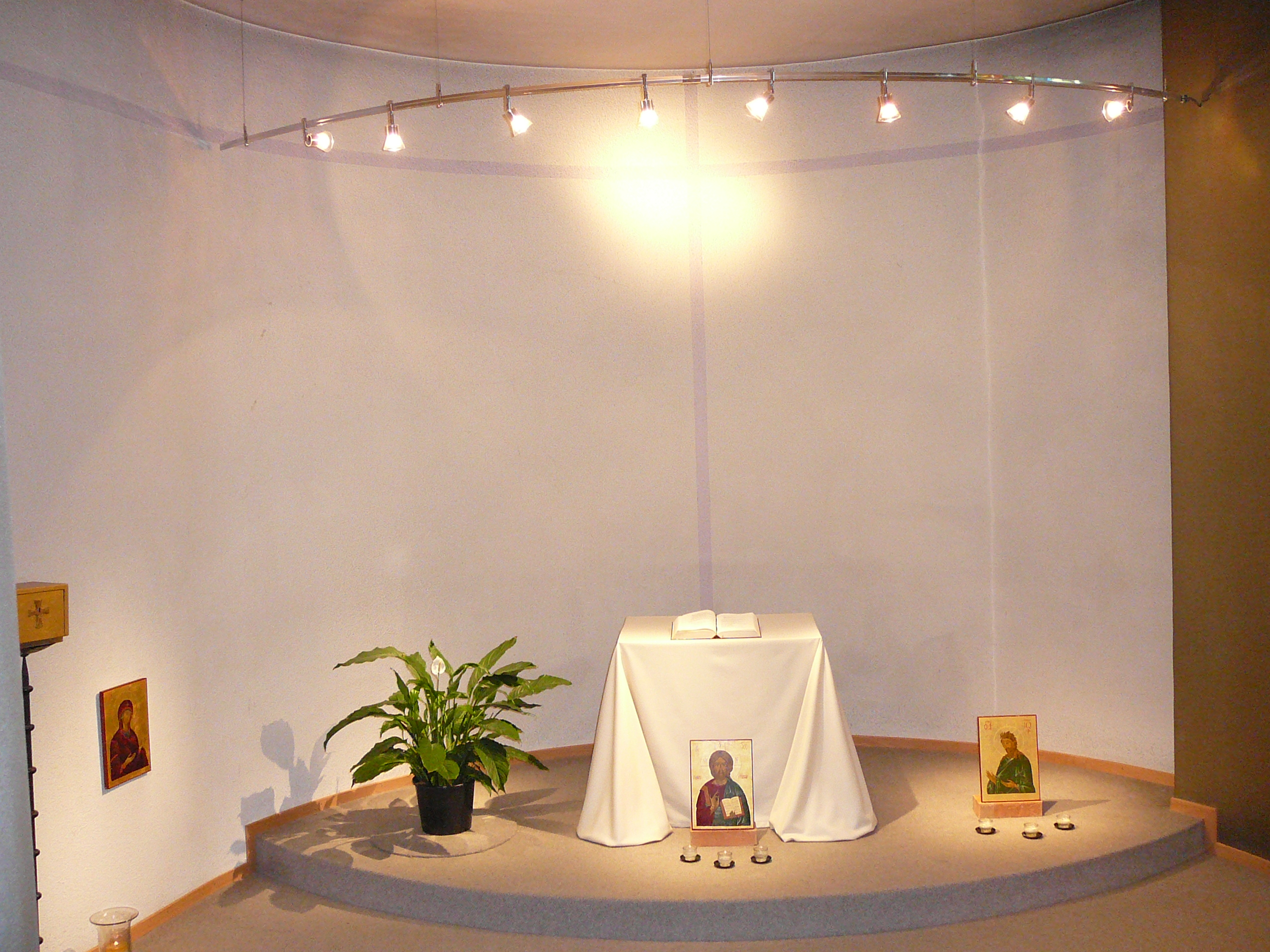
Die Krypta

Im Untergeschoss des Hauses befindet sich eine Krypta, die von den Dominikanern für das Stundengebet genutzt wird. Ein schlichter Altar wird von jeweils drei Ikonen flankiert, die je nach Zeit im Kirchenjahr ausgewechselt werden. An der gebogenen Chorwand befindet sich ein Tabernakel, der in seiner Gestaltung an den Bezug des französischen Wortes trésor zum Schatz erinnert. Die drei schmalen Glasfenster wurden vom Dominikaner und Künstler Kim-en-Joong, Paris gestaltet. Das abstrakte Fenster verweist mit seinen Farben an den Lichtwandel im Verlauf eines Tages.

## Würdigung
Die Église de la Sainte Famille bildet den Abschluss einer architektonischen Entwicklung der Architekten Ferdinand Pfammatter und Walter Rieger: Diese hatten während gut zwanzig Jahren in der Region Zürich etliche Kirchen gebaut, darunter Dreikönigen (Enge), St. Konrad (Albisrieden), St. Gallus (Schwamendingen) und die Kirche Maria Frieden (Dübendorf).
Wies die Kirche Dreikönigen noch einen klar basilikalen Grundriss mit drei vollwertigen Kirchenschiffen aus, wurden die Seitenschiffe bei der Kirche Maria Frieden bereits auf niedrige Längsgänge reduziert. Die Kirche St. Gallus verzichtete auf Seitenschiffe zugunsten eines Einheitsraums, welcher die Gemeinschaft von Gläubigen und Priestern betonte. Die Église de la Sainte Famille schliesslich ist die konsequente Umsetzung der Konstitution über die heilige Liturgie des Zweiten Vatikanischen Konzils: Statt eines Längsbaus ist diese Kirche ein Querbau. Dies erlaubt es den Gläubigen, nahe um den Altar zu sitzen, wodurch das gemeinsame Feiern der versammelten Gemeinde ermöglicht wird. Die Empore im Obergeschoss ist mit ihrer gerundeten Balustrade samt Glasbrüstung so gestaltet, dass auch die Gottesdienstbesucher auf der Empore nahe am liturgischen Geschehen sein können.